# Ichasagua
Ichasagua (fl. 1502) fue un aborigen guanche de la isla de Tenerife en el archipiélago de Canarias que fue proclamado mencey o rey de toda la isla por los aborígenes rebeldes que no habían reconocido la autoridad de la corona de Castilla tras la conquista de Tenerife en 1496.

## Antroponimia
El nombre de Ichasagua se ha popularizado en las últimas décadas como el último mencey de Tenerife, incluso llegando las administraciones locales a rebautizar el roque del Conde como roque de Ichasagua. No obstante, la primera referencia de la existencia de este personaje proviene de la obra Historia del Pueblo Guanche de Juan Bethencourt Alfonso, quien recogió muchos de sus datos de la tradición oral, por lo que algunos autores dudan de su veracidad.
El filólogo e historiador Ignacio Reyes traduce el término como 'él semeja un fogón, tiene la energía de un horno'.

## Biografía

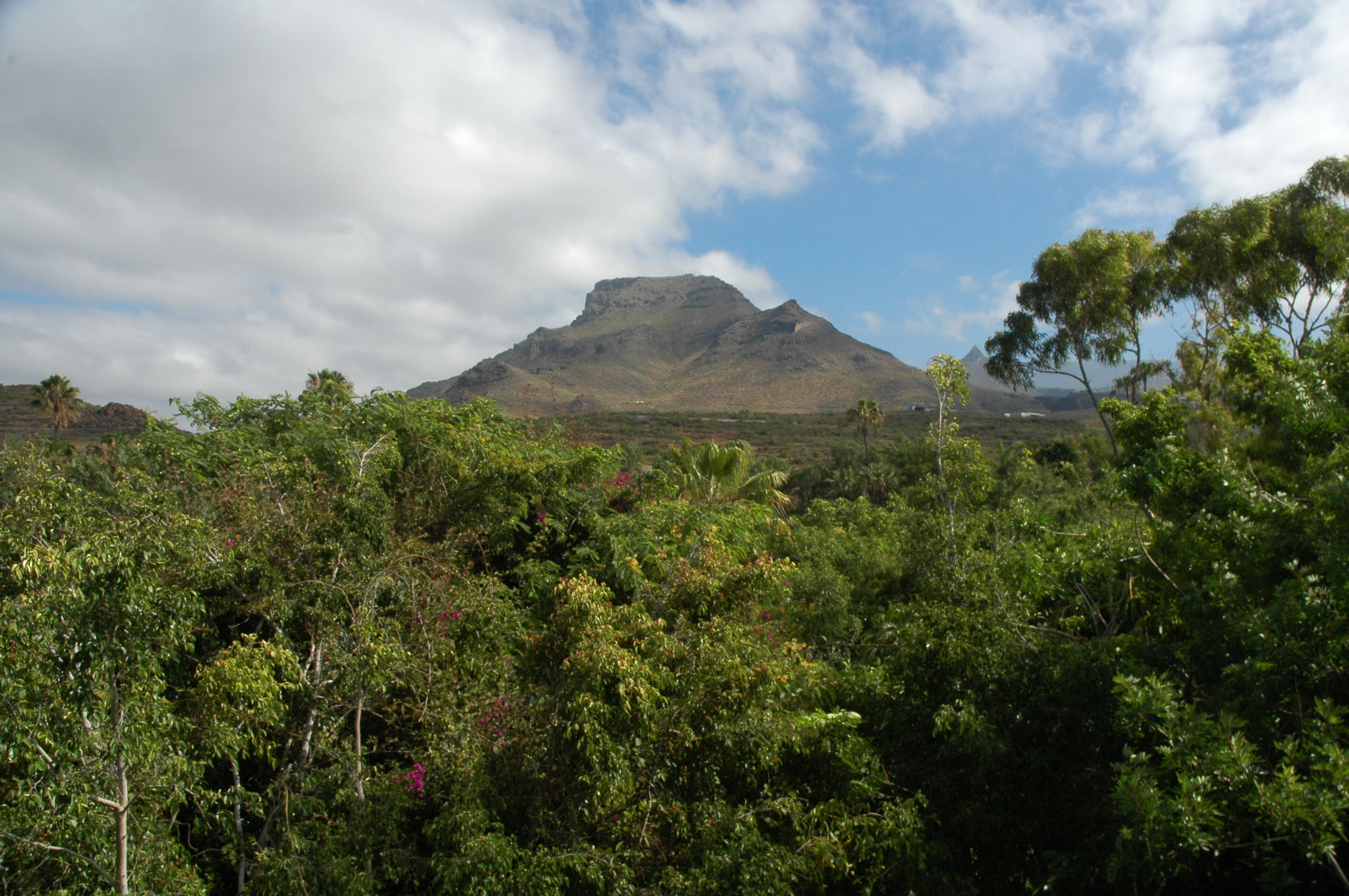
Roque del Conde, donde según Juan Bethencourt Alfonso tuvo su corte Ichasagua.

Según Bethencourt Alfonso, Ichasagua era miembro de la antigua nobleza guanche de Adeje que no había aceptado la paz de los Realejos, describiéndolo como un guerrero «enérgico, de poderosas fuerzas y de muy pocas palabras. Fue vencedor más de una vez en los Juegos Beñesmares y pasaba por hombre valeroso, sereno y de gran sagacidad».
En el verano de 1502 los guanches alzados, es decir, aquellos que no reconocían la dominación castellana, eligieron a Ichasagua como mencey de toda la isla, estableciendo este su corte en la fortaleza natural del roque del Conde. Poco después, el gobernador Alonso Fernández de Lugo mandó a apresar al Principe Isora y a Pedro de Adeje, ambos hijos de Pelinor, acusándoles de ayudar a los alzados.
Alonso de Lugo envió entonces soldados a Adeje, una parte de la tropa, formada principalmente por soldados canarios y guanches reclutados en los bandos de paces, vinieron por la cumbre. Otra parte desembarca en Los Cristianos al mando del mercenario flamenco Jorge Grimón con 50 espingarderos y ballesteros y con las proviciones para toda la tropa.
Las fuerzas que había mandado Lugo recorrieron todo el territorio de Adeje sin encontrar a los alzados de Ichasagua que solo atacaba cuando los de Lugo iban en pequeños grupos, siempre acabando derrotadas. Las huestes de Ichasagua se fueron armando con las armas que les quitaban a las tropas de Lugo tras derrotarlas en guerrillas. De esa manera, cada día eran más fuertes, esto continuó así varios meses. Cambiando de táctica, Lugo volvió a aplicar lo que le había dado tantos resultados en las anteriores conquistas, el engaño, conociendo el alto valor que le daban a sus palabras los guanches. Retiró las tropas y dejó algunos guanches sumisos para que fueran sembrando discordia entre la gente de Ichasagua.
Una de las cuadrillas de guanches para perseguir a los alzados la formó Beatriz de Bobadilla y para ello escogió a Jerónimo de Valdés y a miembros destacados de la noble familia guanche de los Tacoronte (hijos y familiares del mencey de Tacoronte, que primero pelearon junto a Bencomo contra de Lugo), se supone que por la promesa de algunas prebendas, se dedicaron a perseguir a los alzados. En esas fechas, Pedro de Adeje y su hermano, Isora estaban presos y los Tacoronte los van a buscar, son liberados el 25 de noviembre tras convencerlos para que se reúnan con los alzados y les comuniquen que deben deponer su actitud y someterse. Acaimo, Pedro de Adeje y el príncipe Isora se ponen en contacto con algunos consejeros de Ichasagua y les hacen las mismas promesas que en Acentejo, entre ellas, que no se tomarían represalias con los alzados. Consiguen convencerlos para que se reúnan con ellos y los enviados de Lugo. La reunión la hacen en el Tagoror, lugar que está cerca del actual Parque de la Reina en Arona. De allí se dirigen al Llano del Rey (llamado así por Ichasagua), al pie del Roque del Conde. Cuando llegaron los comisionados enviados por Fernández de Lugo, al frente de los cuales venia el Príncipe Isora, allí lo esperaba el mencey Ichasagua entre algunos concejeros. Isora los saluda y le transmite las proposiciones de paz. Ichasagua no responde y no contesta al saludo, sin mediar palabra, al ver la gente que rodea, sacó un puñal de su cinto, lo hundió en su pecho, muriendo así el último mencey de la isla.

## Descendencia
En documentación del siglo XVII se ha constatado la existencia del apellido Chasagua en la zona de Adeje, considerando algunos autores que podría tratarse de descendientes del último mencey de Tenerife.